# 아민 우딘
아민 우딘(벵골어: আমীন উদ্দীন, 1897년 2월 3일? ~ )은 방글라데시의 님성 슈퍼센티네리언이다. 라지샤히주 바달가치, 나오가온 출신으로 5남 3녀 8남매의 아버지이다. 집안이 대대로 장수집안이라고 알려졌다. 또한 실제 나이는 1897년이 아닌 1890년이라고 밝혔다.
1. ↑  “আমীন উদ্দীন বিশ্বের সবচেয়ে বয়স্ক মানুষ"”. 2020년 3월 6일. 2021년 10월 17일에 확인함.